# Liste der Biografien/Miy
Liste der Biografien |
Portal Biografien |
Personensuche
# |
A |
B |
C |
D |
E |
F |
G |
H |
I |
J |
K |
L |
M |
N |
O |
P |
Q |
R |
S |
T |
U |
V |
W |
X |
Y |
Z |
?
 
Ma |
Mb |
Mc |
Md |
Me |
Mf |
Mg |
Mh |
Mi |
Mj |
Mk |
Ml |
Mm |
Mn |
Mo |
Mp |
Mq |
Mr |
Ms |
Mt |
Mu |
Mv |
Mw |
Mx |
My |
Mz
 
Mia |
Mib |
Mic |
Mid |
Mie |
Mif |
Mig |
Mih–Mik |
Mil |
Mim |
Min |
Mio |
Mip |
Miq |
Mir |
Mis |
Mit |
Miu |
Miv |
Miw |
Mix |
Miy |
Miz
Die Liste der Biografien führt alle Personen auf, die in der deutschsprachigen Wikipedia einen Artikel haben. Dieses ist eine Teilliste mit 225 Einträgen von Personen, deren Namen mit den Buchstaben „Miy“ beginnt.

## Miy

### Miya
- Miya, Akiko (* 1963), japanische Architektin und Professorin
- Miya, Daiki (* 1996), japanischer Fußballspieler
- Miya, Farouk (* 1997), ugandischer Fußballspieler
- Miya, Kōji (* 1965), japanischer Badmintonspieler
- Miya, Shūji (1912–1986), japanischer Lyriker
- Miyabe, Kingo (1860–1951), japanischer Botaniker
- Miyabe, Miyuki (* 1960), japanische Schriftstellerin
- Miyabe, Taiki (* 1998), japanischer Fußballspieler
- Miyabiyama, Tetsushi (* 1977), japanischer Sumōringer
- Miyachi, Genki (* 1994), japanischer Fußballspieler
- Miyagawa, Asato (* 1998), japanische Fußballspielerin
- Miyagawa, Chōshun (1682–1752), japanischer Maler
- Miyagawa, Daisuke (* 1972), japanischer Komiker, Schauspieler und Moderator
- Miyagawa, Kazuo (1908–1999), japanischer Kameramann
- Miyagawa, Masayo, japanische Manga-Zeichnerin
- Miyagawa, Mitsuko (* 1960), japanische Juristin
- Miyagawa, Satoshi (* 1977), japanischer Fußballspieler
- Miyagawa, Tsuneteru (1857–1936), japanischer protestantischer Geistlicher
- Miyagi, Atsushi (1931–2021), japanischer Tennisspieler
- Miyagi, Chōjun (1888–1953), Begründer des Gōjū-Ryū Karate-StilsMiyagi Chōjun (1888–1953)

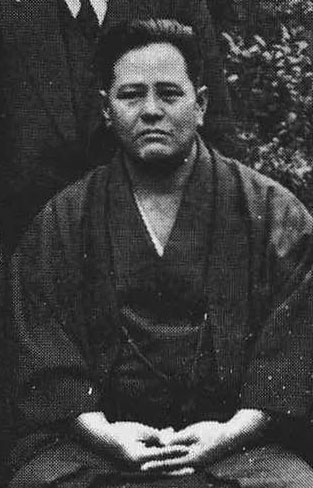
Miyagi Chōjun (1888–1953)

- Miyagi, Mariko (1927–2020), japanische Sängerin, Schauspielerin, Regisseurin und Wohltäterin
- Miyagi, Masafumi (* 1991), japanischer Fußballspieler
- Miyagi, Michio (1894–1956), japanischer Komponist
- Miyagi, Tamayo (1892–1960), japanische Politikerin
- Miyagi, Ten (* 2001), japanischer Fußballspieler
- Miyagi, Yotoku (1903–1943), japanischer Marxist
- Miyagishima, Takuo (1928–2011), US-amerikanischer Ingenieur
- Miyaguchi, Seiji (1913–1985), japanischer Schauspieler
- Miyahara, Aiki (* 2002), japanischer Fußballspieler
- Miyahara, Atsuji (* 1958), japanischer Ringer
- Miyahara, Dominic Ryōji (* 1955), japanischer Geistlicher und emeritierter römisch-katholischer Bischof von Fukuoka
- Miyahara, Kazuya (* 1996), japanischer Fußballspieler
- Miyahara, Satoko (* 1998), japanische Eiskunstläuferin
- Miyahara, Yū (* 1994), japanische Ringerin
- Miyahara, Yūji (* 1980), japanischer Fußballspieler
- Miyahira, Hideharu (* 1973), japanischer Skispringer
- Miyai, Masumi (1958–2019), japanische Künstlerin
- Miyaichi, Ryō (* 1992), japanischer Fußballspieler
- Miyaichi, Tsuyoshi (* 1995), japanischer Fußballspieler
- Miyaji, Denzaburō (1901–1988), japanischer Tier-Ökologe
- Miyaji, James (1928–2019), US-amerikanischer Karateka
- Miyaji, Toshio, japanischer Fußballspieler
- Miyaji, Yōsuke (* 1987), japanischer Fußballspieler
- Miyajima, Iwao (1914–2005), japanischer Skispringer
- Miyajima, Mina (* 1983), japanische Autorin
- Miyajima, Ringo (* 2003), japanische Skispringerin und ehemalige Nordische Kombiniererin
- Miyajima, Seijirō (1879–1963), japanischer Unternehmer
- Miyajima, Tatsuo (* 1957), japanischer Bildhauer und Installationskünstler
- Miyakawa, Daisuke (* 1979), japanischer Fußballspieler
- Miyake, Fusa, japanische Physikerin von der Universität Nagoya
- Miyake, Hiromi (* 1982), japanische J-Pop-Singer-Songwriterin mit Pop- und R&B-Einflüssen
- Miyake, Issey (1938–2022), japanischer ModeschöpferIssey Miyake (1938–2022)

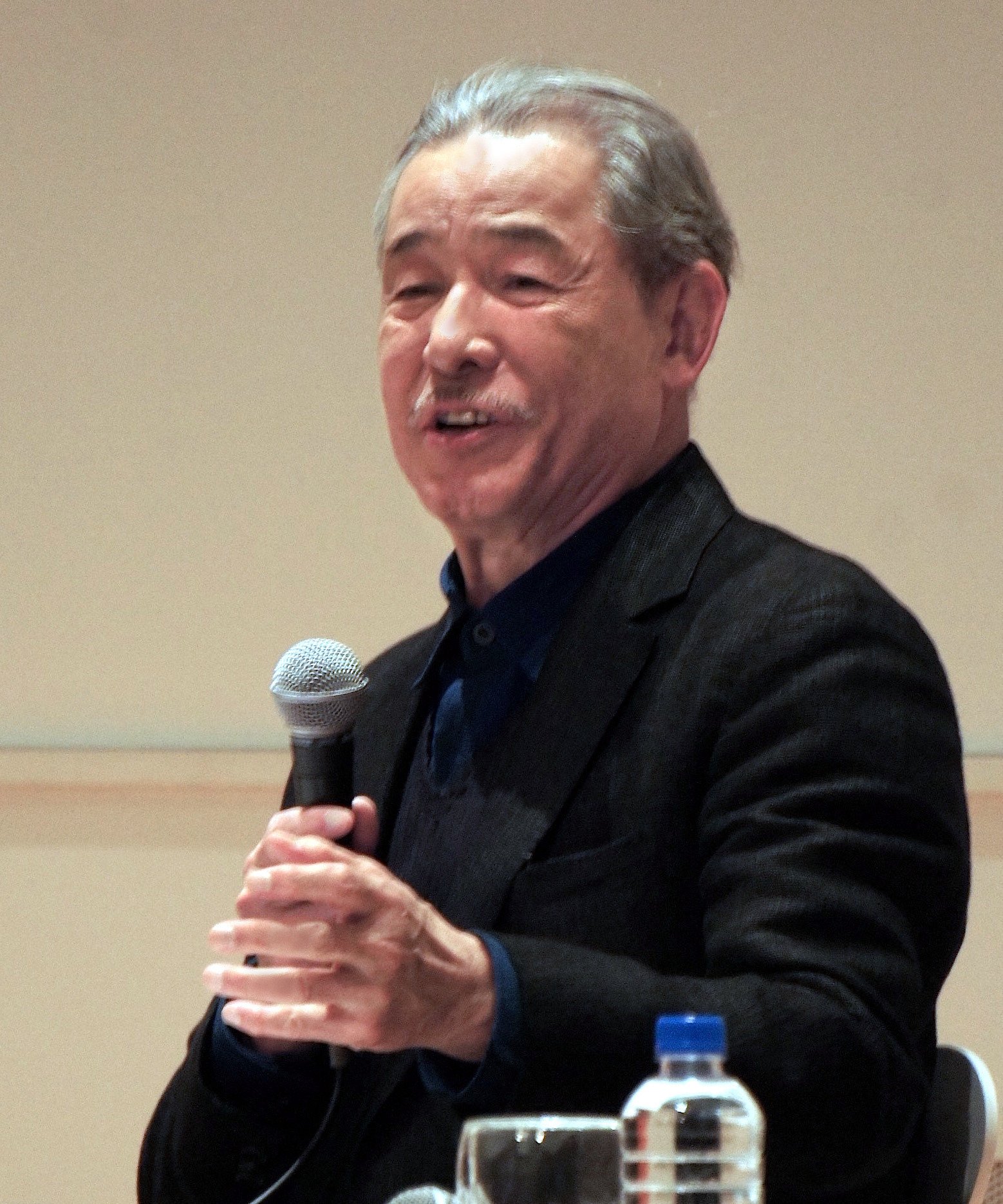
Issey Miyake (1938–2022)

- Miyake, Jirō (1901–1984), japanischer Fußballspieler
- Miyake, Jun (* 1958), japanischer Jazzmusiker und Komponist
- Miyake, Kaho (1868–1943), japanische Schriftstellerin
- Miyake, Kaito (* 1997), japanischer Fußballspieler
- Miyake, Kanran (1674–1718), japanischer Philosoph
- Miyake, Kōhaku (1893–1957), japanischer Maler
- Miyake, Kuniko (1916–1992), japanische Filmschauspielerin
- Miyake, Martha (1933–2025), japanische Jazzmusikerin
- Miyake, Ryō (* 1990), japanischer Florettfechter
- Miyake, Seiichi (1926–1982), japanischer Erfinder von Blindenleitsystemen
- Miyake, Sekian (1665–1730), japanischer konfuzianistischer Gelehrter
- Miyake, Setsurei (1860–1945), japanischer Politiker und Philosoph
- Miyake, Shintarō (* 1970), japanischer Künstler
- Miyake, Shiori (* 1995), japanische Fußballspielerin
- Miyake, Shōsai (* 1662), japanischer konfuzianischer Gelehrter
- Miyake, Takanori (* 1992), japanischer Fußballspieler
- Miyake, Yonekichi (1860–1929), japanischer Archäologe und Pädagoge
- Miyake, Yoshinobu (* 1939), japanischer Gewichtheber
- Miyake, Yoshiyuki (* 1945), japanischer Gewichtheber
- Miyake, Yukari (* 1986), japanische Soldatin und Sängerin
- Miyake, Yukiko (1965–2020), japanische Politikerin
- Miyako, Chiyo (1901–2018), japanische Supercentenarian, ältester lebender Mensch (2018)
- Miyako, Nishiki (* 1675), japanischer Autor
- Miyako, no Yoshika (834–879), japanischer Autor
- Miyama, Aya (* 1985), japanische FußballspielerinAya Miyama (* 1985)

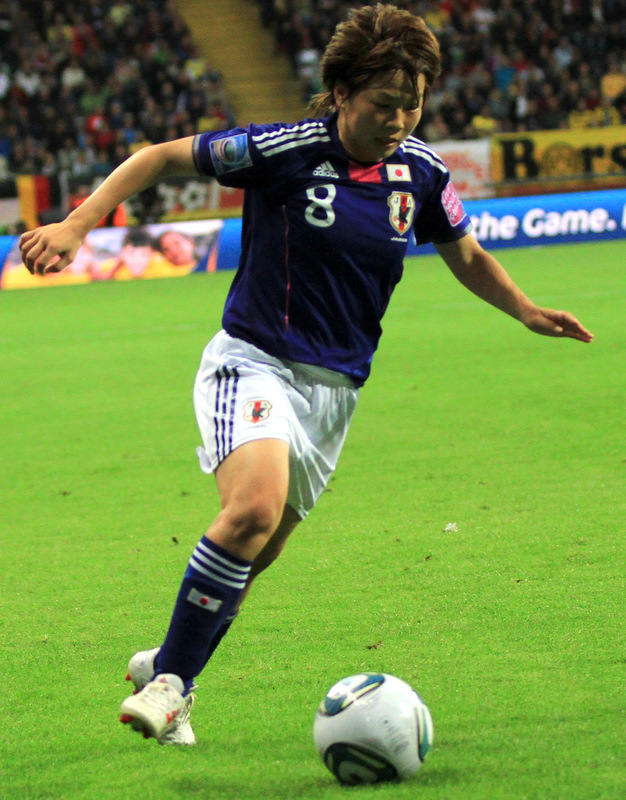
Aya Miyama (* 1985)

- Miyama, Shizuo, japanischer Fußballspieler
- Miyama, Toshiyuki (1921–2016), japanischer Jazzmusiker
- Miyama-Zero, japanischer Illustrator
- Miyamori, Shōkichi, japanischer Badmintonspieler
- Miyamoto Yū (* 1999), japanischer Fußballspieler
- Miyamoto, Ayumi (* 2000), japanische Tennisspielerin
- Miyamoto, Daisuke (* 1999), japanischer Sprinter
- Miyamoto, Eiji (* 1998), japanischer Fußballspieler
- Miyamoto, Kazuko (* 1942), japanische Künstlerin und Galeristin
- Miyamoto, Kenji (1908–2007), japanischer marxistischer Politiker und Literaturkritiker
- Miyamoto, Kenji (* 1978), japanischer Eiskunstläufer und Choreograf
- Miyamoto, Kōta (* 1996), japanischer Fußballspieler
- Miyamoto, Mari, japanische Fußballtorhüterin
- Miyamoto, Masakatsu (1938–2002), japanischer Fußballspieler
- Miyamoto, Musashi (1584–1645), japanischer Samurai und Künstler
- Miyamoto, Naosuke (* 1936), japanischer Jazzmusiker
- Miyamoto, Nobuko (* 1945), japanische Schauspielerin und Sängerin
- Miyamoto, Ryū (* 1992), japanischer Fußballspieler
- Miyamoto, Ryūji (* 1947), japanischer Dokumentarfilmer und Fotograf
- Miyamoto, Saburō (1905–1974), japanischer Maler
- Miyamoto, Shigeru (* 1952), japanischer ManagerShigeru Miyamoto (* 1952)

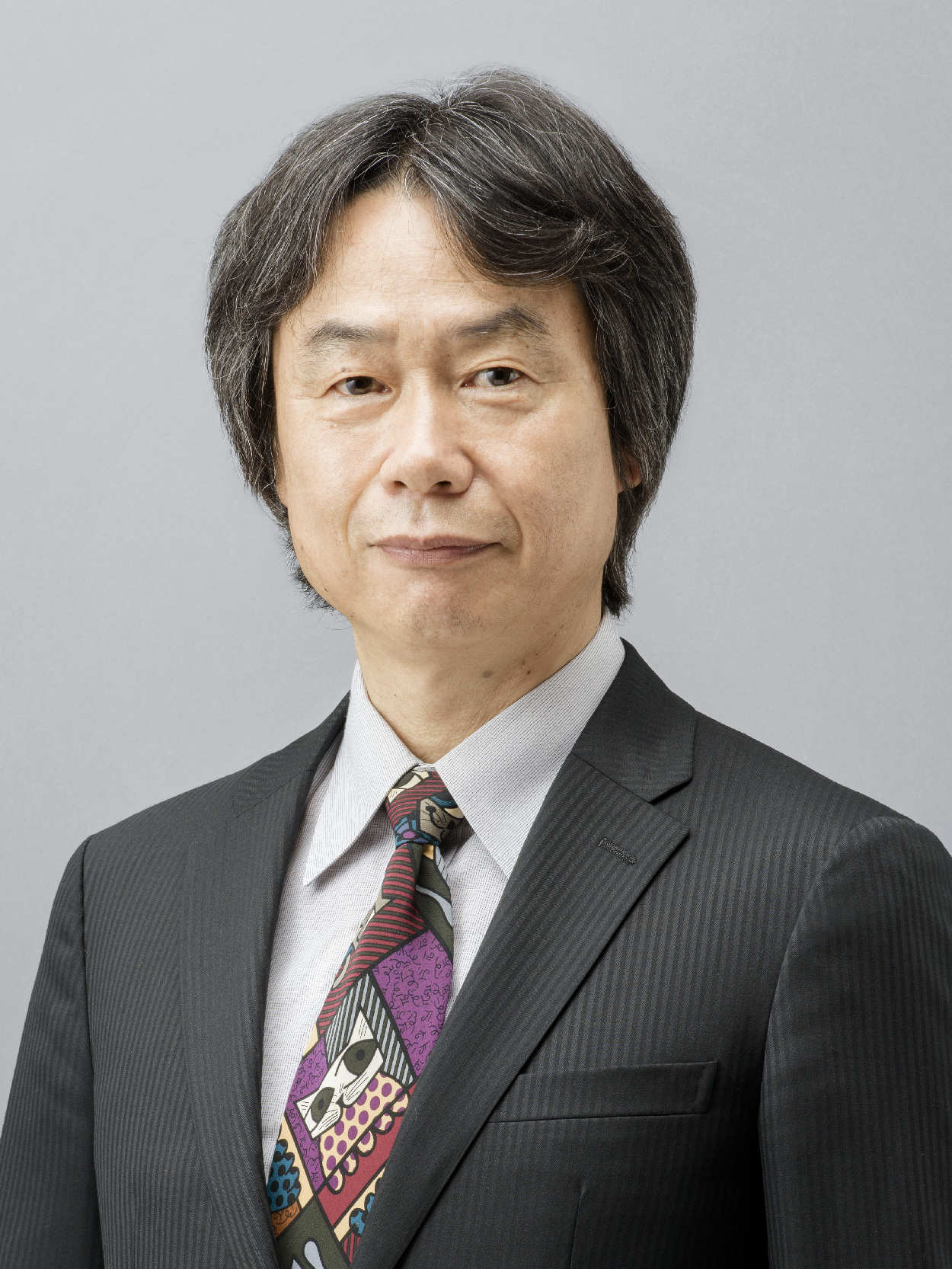
Shigeru Miyamoto (* 1952)

- Miyamoto, Shun’ichi (* 1986), japanischer Sänger und Synchronsprecher (Seiyū)
- Miyamoto, Takuya (1983–2022), japanischer Fußballspieler und -trainer
- Miyamoto, Takuya (* 1993), japanischer Fußballspieler
- Miyamoto, Teru (* 1947), japanischer Schriftsteller
- Miyamoto, Teruki (1940–2000), japanischer Fußballspieler
- Miyamoto, Tomomi (* 1978), japanische Fußballspielerin
- Miyamoto, Tōru (* 1982), japanischer Fußballspieler
- Miyamoto, Toshiaki (* 1999), japanischer Fußballspieler
- Miyamoto, Toshinari, japanischer Skeletonpilot
- Miyamoto, Tsuneichi (1907–1981), japanischer Ethnologe
- Miyamoto, Tsuneyasu (* 1977), japanischer Fußballspieler
- Miyamoto, Yukihiro, japanischer Badmintonspieler
- Miyamoto, Yuriko (1899–1951), japanische Schriftstellerin
- Miyamoto, Yūta (* 1999), japanischer Fußballspieler
- Miyamura, Aiko (* 1971), japanische Badmintonspielerin
- Miyamura, Akiko (* 1974), japanische Badmintonspielerin
- Miyamura, Masashi (* 1969), japanischer Fußballspieler
- Miyamura, Miki (* 1985), japanische Tennisspielerin
- Miyanaga, Takeshi (* 1940), japanischer Badmintonspieler
- Miyanda, Godfrey (* 1950), sambischer Politiker
- Miyano, Mamoru (* 1983), japanischer Synchronsprecher (Seiyū), Schauspieler und SängerMamoru Miyano (* 1983)

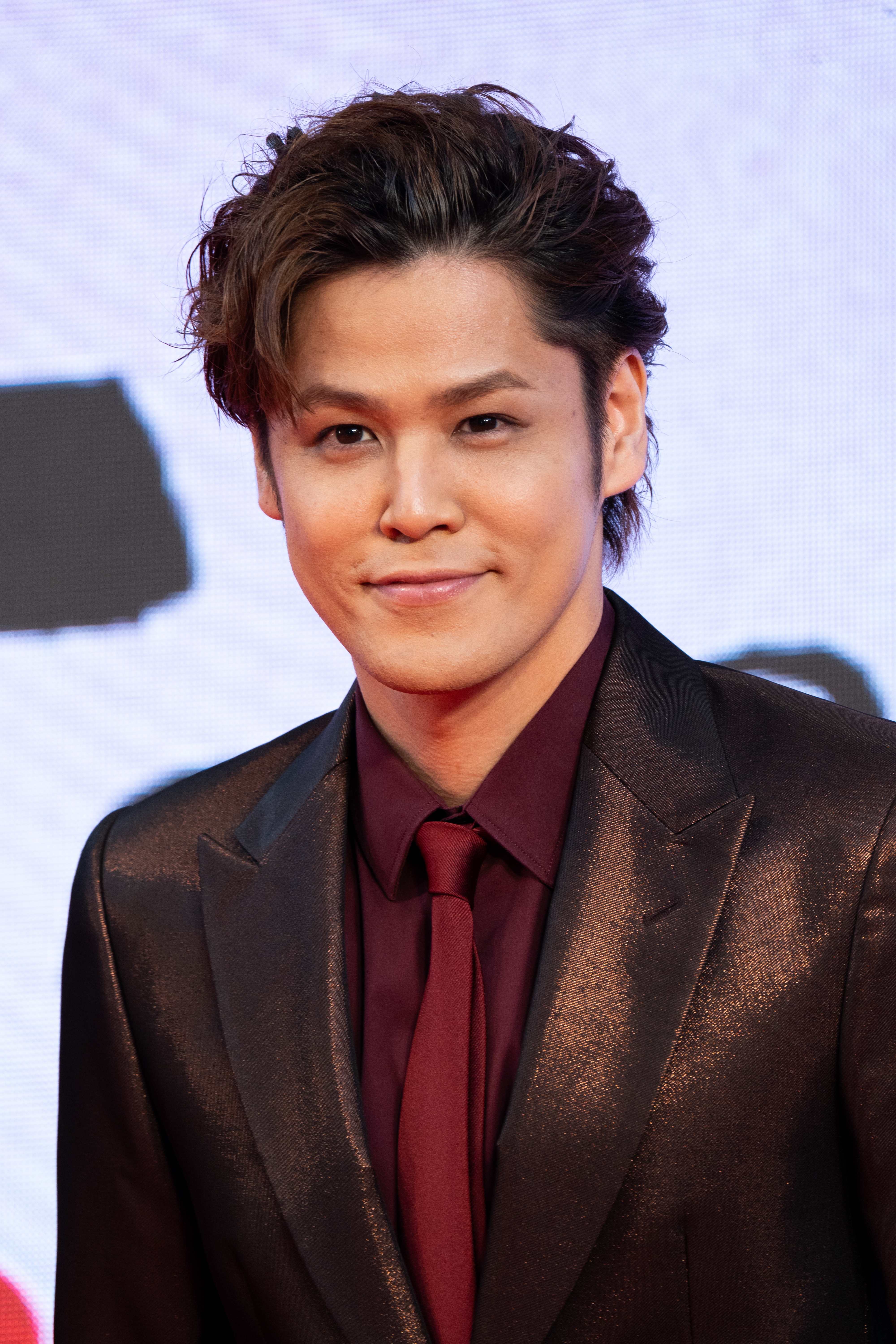
Mamoru Miyano (* 1983)

- Miyanoue, Yoshiaki (* 1953), japanischer Jazzmusiker
- Miyao, Ken (* 1986), deutscher R&B-/Pop-Sänger
- Miyao, Kōichi (* 1993), japanischer Fußballspieler
- Miyao, Tomiko (1926–2014), japanische Schriftstellerin
- Miyaoka, Yōichi (* 1949), japanischer Mathematiker
- Miyasaka, Kaede (* 1992), japanische Dreispringerin
- Miyasaka, Masaki (* 1989), japanischer Fußballspieler
- Miyasaka, Seidai (* 1955), japanischer Astronom und Asteroidenentdecker
- Miyasaka, Takashi, japanischer Jazzmusiker
- Miyasaka, Tsutomu (* 1953), japanischer Chemieingenieur
- Miyashiro, Eric (* 1963), US-amerikanischer Trompeter japanischer Abstammung
- Miyashiro, Taisei (* 2000), japanischer Fußballspieler
- Miyashiro, Tamari (* 1987), US-amerikanische Volleyballspielerin
- Miyashita, Junko (* 1949), japanische Schauspielerin
- Miyashita, Masahiro (* 1975), japanischer Fußballspieler
- Miyashita, Natsu (* 1967), japanische Schriftstellerin
- Miyashita, Risa (* 1984), japanische Speerwerferin
- Miyata, Hideo (* 1943), japanischer Jazzmusiker
- Miyata, Izumi (* 2001), japanischer Fußballspieler
- Miyata, Kōji (* 1923), japanischer Fußballspieler
- Miyata, Naoki (* 1987), japanischer Fußballspieler
- Miyata, Ritomo (* 1999), japanischer Autorennfahrer
- Miyata, Shōgo (* 2003), japanischer Shorttracker
- Miyatake, Gaikotsu (1867–1955), japanischer Journalist und Medienhistoriker
- Miyauchi, Hiroto (* 1998), japanischer Fußballspieler
- Miyauchi, Katsusuke (* 1944), japanischer Schriftsteller
- Miyauchi, Ryūta (* 1994), japanischer Fußballspieler
- Miyauchi, Satoshi (* 1959), japanischer Fußballspieler
- Miyauchi, Yui (* 1989), japanische Badmintonspielerin
- Miyavi (* 1981), japanischer MusikerMiyavi (* 1981)

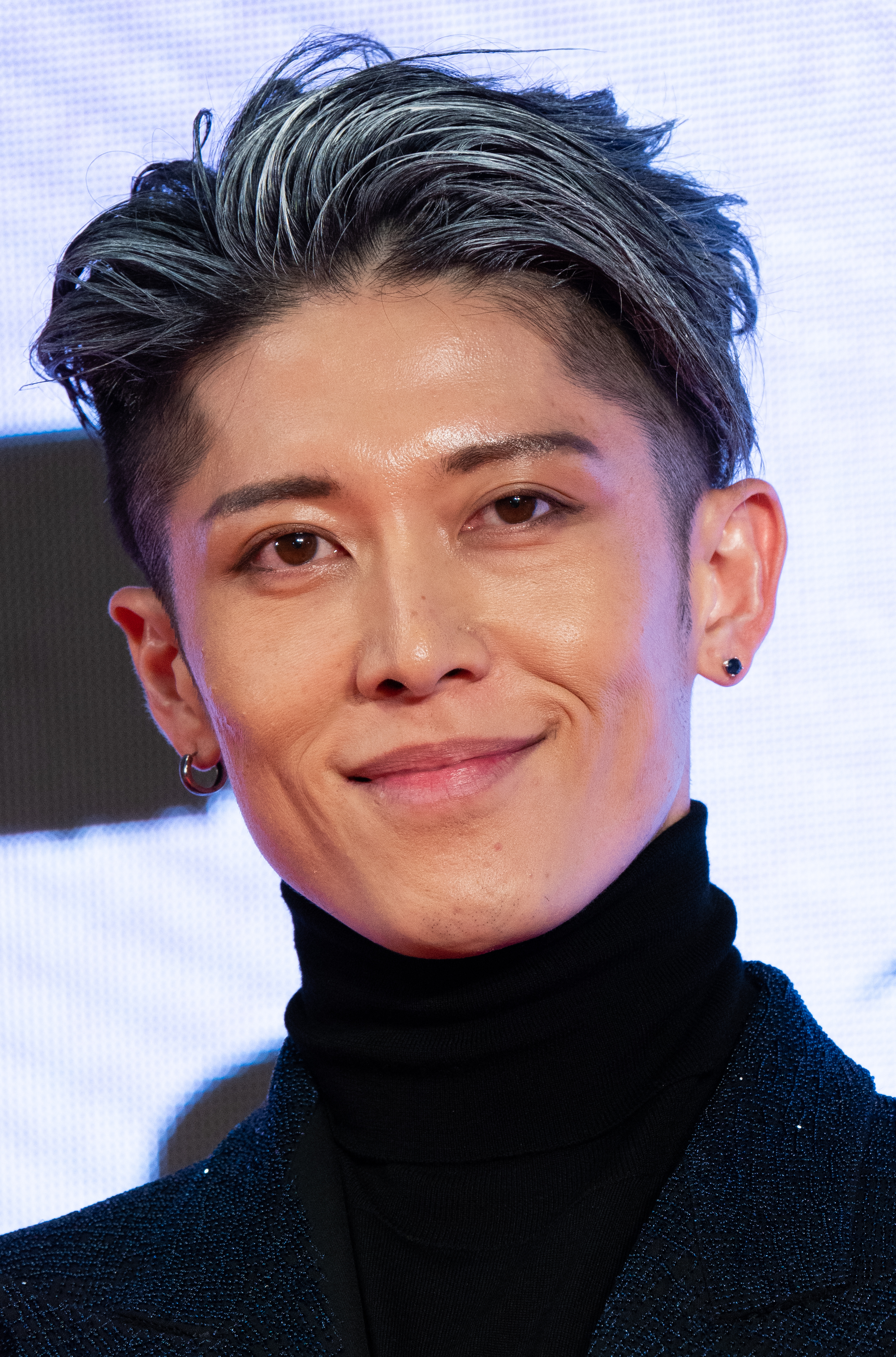
Miyavi (* 1981)

- Miyawaki, Akira (1928–2021), japanischer Pflanzensoziologe
- Miyawaki, Kenta (* 2001), japanischer Fußballspieler
- Miyawaki, Kentarō (* 1978), japanischer Snowboarder
- Miyayama, Marie (* 1972), deutsch-japanische Filmregisseurin
- Miyayoshi, Takumi (* 1992), japanischer Fußballspieler
- Miyazaki Kō (* 1999), japanischer Fußballspieler
- Miyazaki Yasusada (1623–1697), japanischer Pionier der Agrarwissenschaften
- Miyazaki, Aoi (* 1985), japanische Schauspielerin
- Miyazaki, Ayane (* 2002), japanische Nordische Kombiniererin
- Miyazaki, Daishirō (* 1983), japanischer Fußballspieler
- Miyazaki, Gorō (* 1967), japanischer Anime-Regisseur
- Miyazaki, Hayao (* 1941), japanischer Zeichentrickfilmregisseur
- Miyazaki, Hideki (* 1962), japanischer nordischer Kombinierer
- Miyazaki, Hidekichi (1910–2019), japanischer Leichtathlet
- Miyazaki, Hidetaka (* 1974), japanischer SpieleentwicklerHidetaka Miyazaki (* 1974)

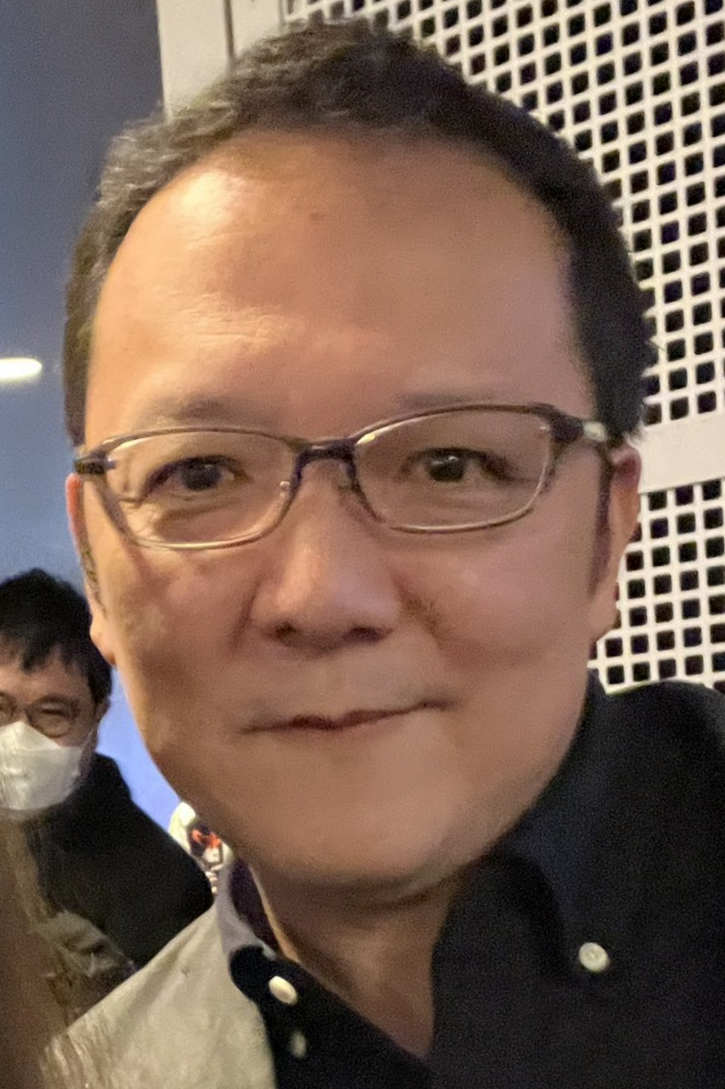
Hidetaka Miyazaki (* 1974)

- Miyazaki, Ichisada (1901–1995), japanischer Historiker mit Schwerpunkt Ostasien
- Miyazaki, Izumi (* 1994), japanische Fotografin
- Miyazaki, Jumma (* 2000), japanischer Fußballspieler
- Miyazaki, Kaito (* 2000), japanischer Fußballspieler
- Miyazaki, Kenji (* 1977), japanischer Fußballspieler
- Miyazaki, Kesato (* 1981), japanischer Eisschnellläufer
- Miyazaki, Kiwara (* 1998), japanischer Fußballspieler
- Miyazaki, Kōhei (* 1981), japanischer Fußballspieler
- Miyazaki, Masako (* 1954), japanische Jazzsängerin
- Miyazaki, Masumi (* 1968), japanische Schauspielerin und Fotomodell
- Miyazaki, Reiichi (* 1945), japanischer Staatsanwalt, Leiter des Legislativbüros
- Miyazaki, Ryo (* 1988), japanischer Boxer im Strohgewicht
- Miyazaki, Shigesaburō (1892–1965), japanischer Generalmajor
- Miyazaki, Shinji (* 1956), japanischer Komponist, Musiker und Arrangeur
- Miyazaki, Taisuke (* 1992), japanischer Fußballspieler
- Miyazaki, Takako (* 1982), japanische Pianistin
- Miyazaki, Terunobu (* 1943), japanischer Physiker
- Miyazaki, Tomohiko (* 1986), japanischer Fußballspieler
- Miyazaki, Tōten (1871–1922), japanischer Panasianist, Philosoph, Freund des chinesischen Reformers Sun Yat-sen
- Miyazaki, Tsutomu (1962–2008), japanischer Serienmörder, Kannibale
- Miyazaki, Yasuhide, japanischer Skispringer
- Miyazaki, Yasuji (1916–1989), japanischer Schwimmer
- Miyazaki, Yasuko (* 1977), japanische Triathletin
- Miyazaki, Yoshihito (* 1959), japanischer Tischtennisspieler und -trainer
- Miyazaki, Yuka (* 1983), japanische Fußballspielerin
- Miyazaki, Yuriko (* 1995), japanische Tennisspielerin
- Miyazawa Kenji (1896–1933), japanischer DichterMiyazawa Kenji (1896–1933)

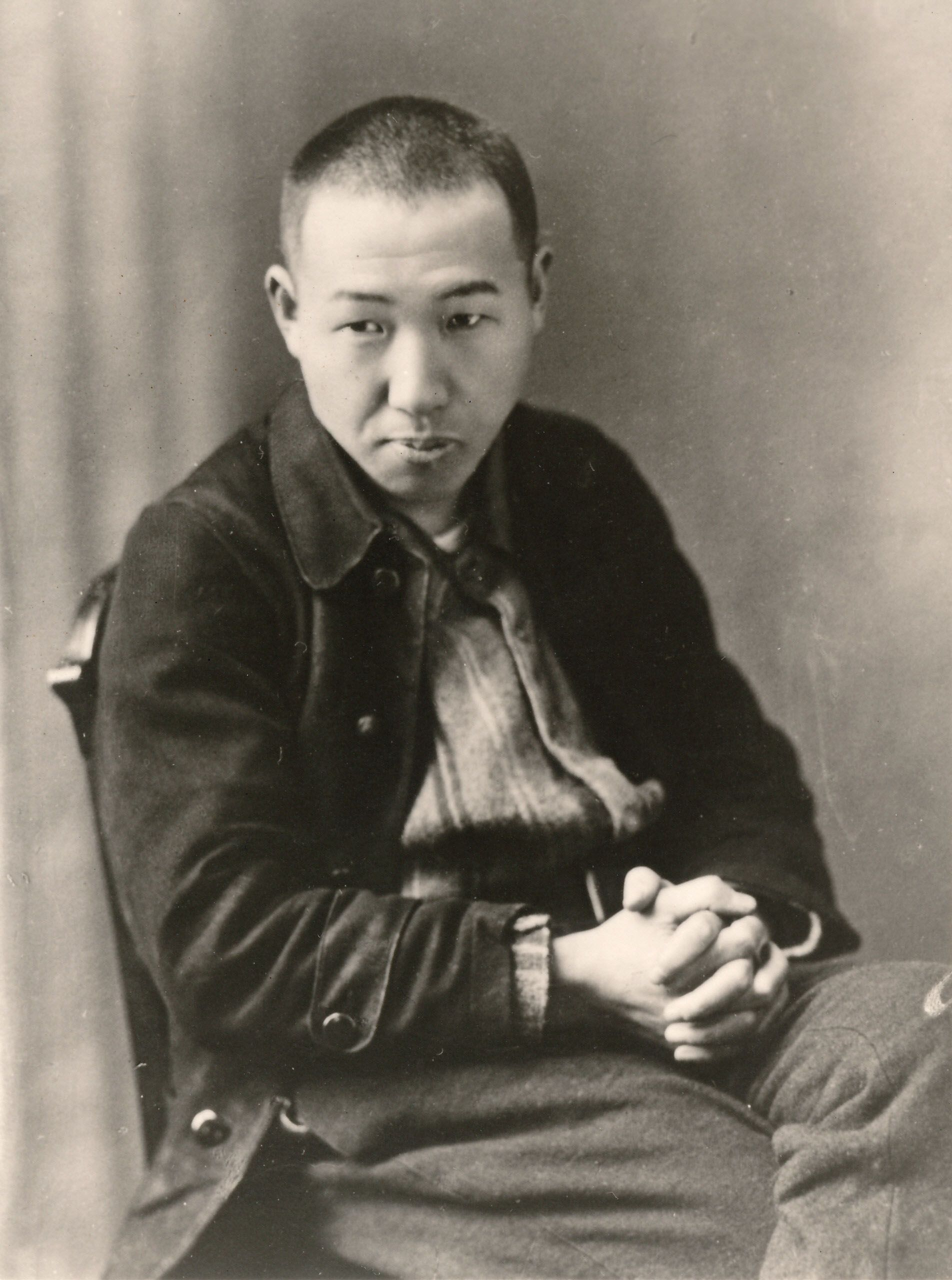
Miyazawa Kenji (1896–1933)

- Miyazawa, Akio (1956–2022), japanischer Dramatiker
- Miyazawa, Akira (1927–2000), japanischer Jazzmusiker
- Miyazawa, Hinata (* 1999), japanische Fußballspielerin
- Miyazawa, Hiroki (* 1989), japanischer Fußballspieler
- Miyazawa, Hironari (1927–2023), japanischer Physiker
- Miyazawa, Hiroshi (1921–2012), japanischer Politiker
- Miyazawa, Hiroshi (* 1970), japanischer Fußballspieler
- Miyazawa, Hiroyuki (* 1975), japanischer Politiker
- Miyazawa, Hiroyuki (* 1991), japanischer Skilangläufer
- Miyazawa, Katsuyuki (* 1976), japanischer Fußballspieler
- Miyazawa, Kiichi (1919–2007), 78. Premierminister von Japan
- Miyazawa, Masashi (* 1978), japanischer Fußballspieler
- Miyazawa, Michel (* 1963), japanischer Fußballspieler
- Miyazawa, Rie (* 1973), japanische Schauspielerin
- Miyazawa, Takashi (* 1978), japanischer Radrennfahrer
- Miyazawa, Toshiyoshi (1899–1976), japanischer Rechtsgelehrter mit Schwerpunkt Verfassungsrecht
- Miyazawa, Yōichi (* 1950), japanischer Politiker
- Miyazawa, Yuki (* 1990), japanische Sprinterin
- Miyazono, Izumi, japanische Comiczeichnerin

### Miye
- Miyem, Endéné (* 1988), französische Basketballspielerin

### Miyo
- Miyoshi, Akira (1933–2013), japanischer Komponist
- Miyoshi, Eiji (* 1954), japanischer Enka-Sänger
- Miyoshi, Hikaru, japanische Mangaka und Designerin
- Miyoshi, Hirochika (* 1987), japanischer Fußballspieler
- Miyoshi, Isao, japanischer Jazzmusiker
- Miyoshi, Jūrō (1902–1958), japanischer Dramatiker, Dichter und Schriftsteller
- Miyoshi, Kiyotaka (* 1985), japanischer Fußballspieler
- Miyoshi, Kōji (* 1997), japanischer Fußballspieler
- Miyoshi, Manabu (1862–1939), japanischer Botaniker
- Miyoshi, no Yasunobu (1140–1221), japanischer Beamter
- Miyoshi, Shōichi (1853–1906), japanischer Elektrotechniker
- Miyoshi, Takuji (* 1978), japanischer Fußballspieler
- Miyoshi, Tatsuji (1900–1964), japanischer Lyriker, Übersetzer und Essayist

### Miyu
- Miyuki, Hidetoshi (* 1993), japanischer Fußballspieler